# Nebulossa
Nebulossa is een Spaans muzikaal duo.

## Biografie
Nebulossa werd in 2018 opgericht in Ondara en bestaat uit het echtpaar María José Bas Arguijo en Lorenzo Giner Puchol. Het duo raakte bekend in eigen land door diens deelname aan Benidorm Fest 2024, de Spaanse preselectie voor het Eurovisiesongfestival. Met het nummer Zorra won Nebulossa de finale, waardoor het Spanje mag vertegenwoordigen op het Eurovisiesongfestival 2024 in Malmö, Zweden.
1961: Conchita Bautista · 
1962: Víctor Balaguer · 
1963: José Guardiola · 
1964: Tim, Nelly & Tony · 
1965: Conchita Bautista · 
1966: Raphael · 
1967: Raphael · 
1968: Massiel · 
1969: Salomé · 
1970: Julio Iglesias · 
1971: Karina · 
1972: Jaime Morey · 
1973: Mocedades · 
1974: Peret · 
1975: Sergio & Estíbaliz · 
1976: Braulio · 
1977: Micky · 
1978: José Vélez · 
1979: Betty Missiego · 
1980: Trigo Limpio · 
1981: Bacchelli · 
1982: Lucía · 
1983: Remedios Amaya · 
1984: Bravo · 
1985: Paloma San Basilio · 
1986: Cadillac · 
1987: Patricia Kraus · 
1988: La Década · 
1989: Nina · 
1990: Azúcar Moreno · 
1991: Sergio Dalma · 
1992: Serafín Zubiri · 
1993: Eva Santamaría · 
1994: Alejandro Abad · 
1995: Anabel Conde · 
1996: Antonio Carbonell · 
1997: Marcos Llunas · 
1998: Mikel Herzog · 
1999: Lydia · 
2000: Serafín Zubiri · 
2001: David Civera · 
2002: Rosa · 
2003: Beth · 
2004: Ramón · 
2005: Son de Sol · 
2006: Las Ketchup · 
2007: D'Nash · 
2008: Rodolfo Chikilicuatre · 
2009: Soraya · 
2010: Daniel Diges · 
2011: Lucía Pérez · 
2012: Pastora Soler · 
2013: El Sueño de Morfeo · 
2014: Ruth Lorenzo · 
2015: Edurne · 
2016: Barei · 
2017: Manel Navarro · 
2018: Alfred & Amaia · 
2019: Miki · 
2021: Blas Cantó · 
2022: Chanel · 
2023: Blanca Paloma · 
2024: Nebulossa · 
2025: Melody